# Prosodi
Prosodi (av grekiska προσῳδία, av προς "till" och ᾠδή "sång") är ett begrepp inom språkvetenskap som avser ett språks ljudegenskaper. Dessa kan delas upp i intonation, rytm och dynamik. Prosodi handlar om ljudenheters ljudegenskaper i förhållande till varandra. En ljudenhets prosodiska egenskaper kan yttra sig på stavelse-, ord-, fras- eller satsnivå. Alla prosodiska företeelser kallas suprasegmentella eftersom de övergriper alla segment i ljudenheten. Prosodi avser ljud som kan produceras med munnen men som inte är ord eller meningar i deras vanliga betydelse. Prosodi syftar på vår förmåga att variera talet med hjälp av rytm, styrka och melodi/tonhöjd.

## Intonation
Intonation beskriver talets variationer i ton, eller talets melodi. Sådana variationer förekommer både på ordnivå och på satsnivå. För intonation på satsnivå används ofta benämningen satsmelodi.

## Rytm
Rytm beskriver talets variationer i tid, det vill säga längden på stavelser, ord eller fraser i förhållande till varandra. Kvantitet är ett annat ord för längd i detta sammanhang. Skillnaden mellan långa och korta vokaler och konsonanter är exempel på kvantitativa prosodiska företeelser.

## Dynamik
Dynamik är talets variationer i ljudnivå eller tryck.

## Relaterade begrepp
Betoning beskrivs ibland som synonymt med tryck men vad som uppfattas som betoning varierar i hög grad mellan olika språk och är i själva verket ofta en kombination av tonhöjd, längd och tryck.
Accent beskriver i svenskan intonationen inom ett ord. Ordtoner och tonaccent är andra ord för detta. I språk som inte har tonaccent syftar accent ofta på tryck eller en betoning i största allmänhet.

## Exempel

### Svenska
Japan (landet) och japan (japansk invånare) stavas på samma sätt men betonas olika (tryck på första respektive andra stavelsen).
Anden (bestämd form av and) och anden (bestämd form av ande) har samma betoning (huvudtryck på första stavelsen) men olika ordaccent. Det första ordet har akut accent, det andra grav accent. Se även Exempel på minimala par i svenskan.

#### Intonation
Anmärkning: Dessa exempel gör ingen tydlig skillnad mellan intonation och dynamik.
På ordnivå skiljer svenskan betydelsemässigt mellan akut accent (accent 1) och grav accent (accent 2). Detta kallas tonal ordaccent och ger samma ord olika betydelse beroende på var accenten ligger. Ett intonationsförlopp kan sträcka sig över större enheter än ord, såsom fraser och hela satser. Vanligen är det så att det viktigaste i satsen, det som skall framhävas, får en starkare betoning än resten av satsen. En kort fras som ”Han ska åka dit” kan med olika intonation få minst fyra åtskilda tolkningar. Om det första ordet betonas blir tolkningen att en bestämd ’han’ skall åka någonstans. Med betoning på ord två blir tolkningen att någon verkligen ska åka någonstans, kanske av tvång eller som följd av ett ändrat beslut. Om ’åka’ betonas hamnar detta i kontrast till att exempelvis gå eller cykla. Med sista ordet betonat är det målet för åkandet som hamnar i fokus, inte sättet att ta sig dit eller vem som skall göra resan. Ännu en möjlighet är att lägga frasbetoningen på de två sista orden, ’åka dit’, vilket närmast kan uppfattas som ett hot.
Ytterligare ett exempel på frasintonation är frågeintonation, där man tonalt markerar att det rör sig om en fråga genom att höja grundtonen, eller ”gå upp” i slutet av frasen. Detta till skillnad från intonationen i ett påstående, där man sänker grundtonen, eller ”går ner” i slutet av frasen.

#### Kvantitet
De kvantitativa skillnaderna visar sig på svenska som en betydelsebärande skillnad mellan långa konsonanter och långa vokaler (alla andra ljud är korta). I ordpar som vit – vitt är längden distinktiv, och visar samtidigt distributionen av långa och korta ljud: om vokalen är lång så är den efterföljande konsonanten kort, och vice versa. Det är dock ofta inte bara kvantitativa skillnader, utan även skillnad i vokalkvalité. Ett sådant exempel är vokalen /a/ i ordpar som bada – badda. Förutom längdaspekten så skiljer det i kvalitet mellan det bakre a-ljudet i bada och det något främre ljudet i badda.

### Japanska
Japanskt tal använder endast tryck, alltså hög volym för betoning. Tonmelodi används inte för betoning. Exempel: Orden ame (tryck på a:et, regn) och ame (tryck på me, hårt godis/karamell) är i romerskt alfabet samma ord, men betydelsen är olika. I japansk skrift skrivs ordet med olika Kanji för att särskilja betydelse (regn:雨、karamell:飴).